# OOCL Scandinavia
OOCL Scandinavia är ett containerfartyg tillhörande det Hongkong baserade rederiet Orient Overseas Container Line (OOCL).